# 日向滉一
日向 滉一（ひゅうが こういち、1994年7月18日 - ）は、日本の俳優。
東京都出身。放映新社所属。NHK教育『天才てれびくんMAX』2006年度 - 2007年度てれび戦士として知られている。
当時中国人の父と日本人の母の間に生まれたハーフで、父親は「歌舞伎町案内人」の李小牧。

## 出演

### テレビドラマ
- 東京少女岡本杏理（2008年8月、BS-i）
- 仮面ライダードライブ 第18話（2015年2月15日、テレビ朝日） - ブラックキャンドル成員 役

### バラエティ
- 天才てれびくんMAX（2006年 - 2007年、NHK教育）てれび戦士

### 舞台
- マジカルスクリーン大作戦〜キャプテン9×9の野望〜（2008年）
- Dance with Devils〜D.C.（ダ・カーポ）〜（2016年）

### CM
- カンコー、学生服（2008年）スチール